# Пиетро Партечипацио
Пиетро Партечипацио (на италиански: Pietro Partecipazio), известен още като Пиетро Бадоер, е двадесети дож на Венецианската република. Управлява от 939 г. до смъртта си през 942 г.
Пиетро е син на дожа Орсо II Партечипацио.
Ремонтира няколко църкви във Венеция.
Умира от естествена смърт и е погребан в Амиана, важно селище във Венецианската лагуна, днес вече изчезнало. Наследява го на поста Пиетро III Кандиано.